# Praetorium

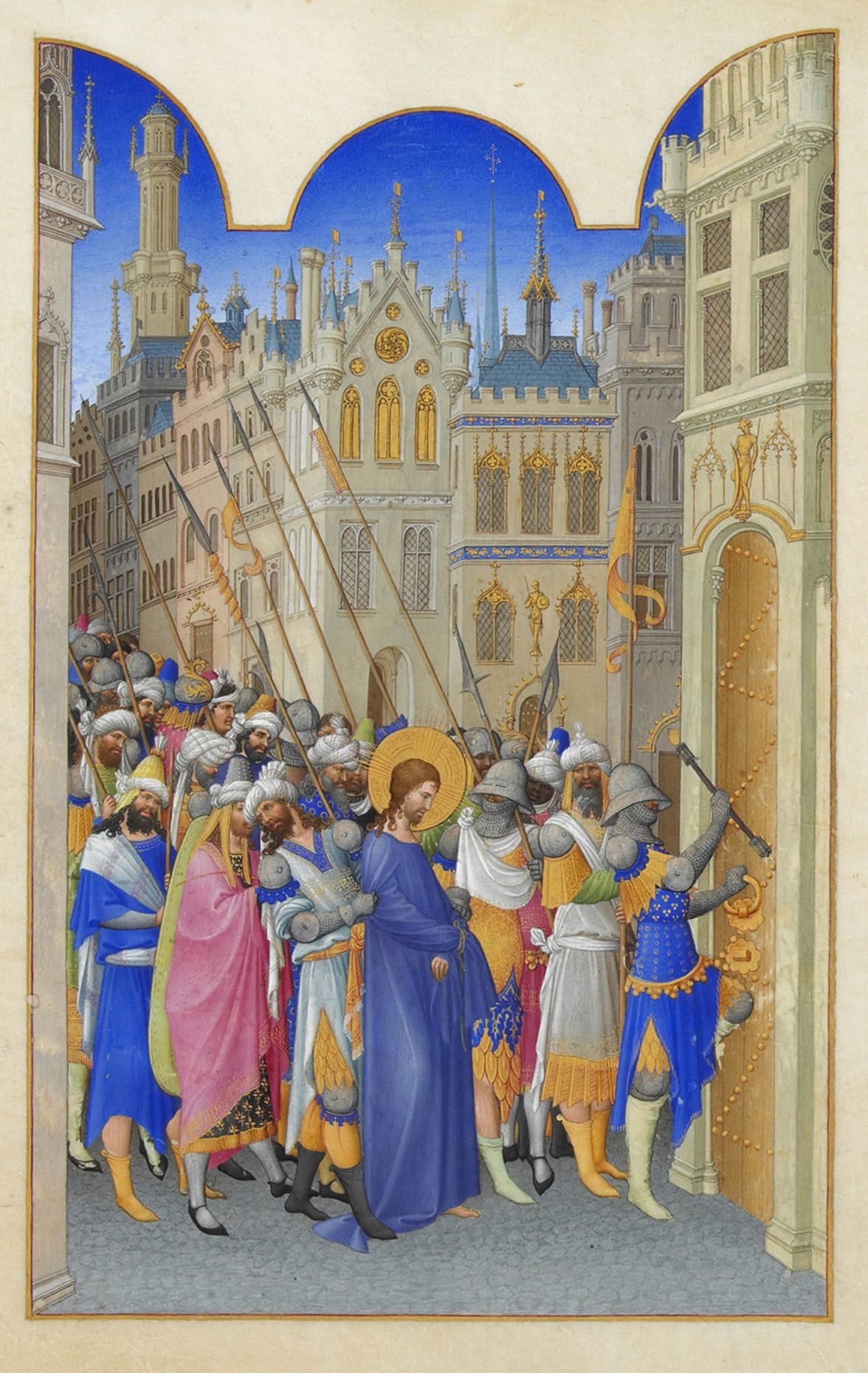
Berry herceg hóráskönyvéből: Krisztust a praetoriumhoz vezetik

A praetorium az ókorban eredetileg  a tartományi kormányzók palotája, a praetorok lakóhelye volt.

## Katonai értelemben
Katonai értelemben (in re militari):
- a) az a sátor v. épület, amelyben a praetor vagy a generalis (praeitor) a táborban tartózkodott, és amelynek  pontosan meg volt határozva a helye stb.;
- b) a haditanács, amely a praetor sátrában gyűlt egybe;
- c) a praetor testőrsége (cohors praetoria).

## Polgári értelelmben
Polgári értelemben (in re civili):
- a) egy provincia helytartójának - aki praetor, prokonzul, propraetor, prokurator vagy prefektus volt - a rezidenciája (rendszerint a korábbi királyi palota);
- b) a helyőrség parancsnokának szolgálati lakása;
- c) császári rezidencia Rómán kívül;
- d) bármely fejedelmien berendezett ház.

## A Szentírásban
A Szentírás így hívja azt a palotát, amelyben szokás szerint Pilátus szállt meg jeruzsálemi tartózkodása alkalmával - Jézus Krisztust ebben a palotában ítélte halálra. A palota pontos helye nem ismeretes; legtöbben régi hagyomány szerint a Mória-hegy északkeletén keresik és Antonia várával azonosítják. E vár helyén épült palota udvarán van a keresztút első állomása. Mások szerint a praetorium Nagy Heródesnek a Sion-hegyen épült palotája volt, amely a júdeai helytartók lakóhelyéül szolgált jeruzsálemi tartózkodásukkor és ugyancsak praetorium nevet viselt. Pál apostol 2 évet töltött itt fogságban (58 — 60). A Filippi-levél a római praetóriumot mint a császári testőrségnek, a pretoriánusoknak kaszárnyáját említi (1, 13).